# جونگو کونو
جونگو کونو (انگلیسی: Jungo Kono؛ زادهٔ ۹ ژوئیهٔ ۱۹۸۲) بازیکن فوتبال اهل ژاپن است.
از باشگاه‌هایی که در آن بازی کرده‌است می‌توان به باشگاه فوتبال سانفریس هیروشیما اشاره کرد.